# Dysoxylum oppositifolium
Dysoxylum oppositifolium là một loài thực vật có hoa trong họ Meliaceae. Loài này được F.Muell. mô tả khoa học đầu tiên năm 1866.